# Casinaria dubia
Casinaria dubia är en stekelart som beskrevs av Tschek 1871. Casinaria dubia ingår i släktet Casinaria och familjen brokparasitsteklar. Inga underarter finns listade.